# Manubrium sternal
Pour l’article homonyme, voir Manubrium.

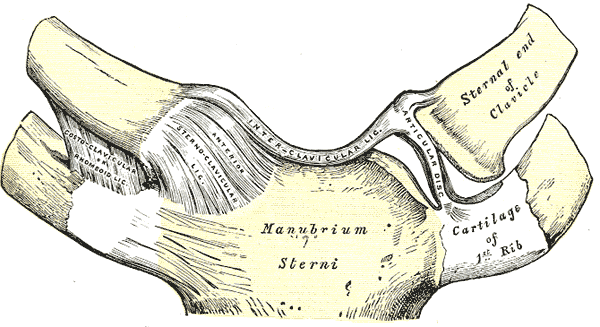
Les articulations du manubrium.

Le manubrium sternal est la partie supérieure du sternum. Avec la clavicule et la scapula, cet os forme la ceinture scapulaire.

Forme de manubrium

## Description
Le manubrium sternal est situé au dessus du corps du sternum auquel il est relié par une synchondrose.
Il a une forme trapézoïdale. Sa grande base mesure de 5 à 6 cm, sa petite base mesure 2 cm pour une hauteur de 4,5 cm et une épaisseur de 1 à 1,2 cm.
Il présente quatre bords et deux faces.

### Bord supérieur
Le bord supérieur présente médialement l'incisure jugulaire, concave vers le haut, qui est palpable entre les deux clavicules. De part et d'autre de cette incisure se trouvent les incisures claviculaires orientées en haut et en dehors recevant les clavicules en formant les articulations sterno-claviculaires. 
Le bord antérieur de l'incisure jugulaire est une zone d'insertion de l'aponévrose cervicale superficielle et son bord postérieur celle de l'aponévrose cervicale moyenne.

### Bords latéraux
Les deux bords latéraux présentent en haut et en bas deux encoches recevant les deux premiers cartilages costaux et formant les deux premières incisures costales du sternum.

### Bord inférieur
Le bord inférieur est recouvert d'une fine couche de cartilage pour l'articulation avec le bord supérieur du corps du sternum : la synchondrose manubrio-sternale. La jonction avec le corps forme un angle saillant appelé angle sternal palpable sous la peau.

### Face antérieure
La face antérieure reçoit le long des bords latéraux l'insertion des muscles grands pectoraux et dans sa partie supéro-externe s'insère le chef médial du faisceau superficiel du muscle sterno-cléido-mastoïdien. Au dessus de cette dernière insertion, est fixé le ligament sterno-claviculaire antérieur.

### Face postérieure
La face postérieure est une zone d'insertion du ligament sterno-péricardique supérieur relié au péricarde médialement en bas. en remontant et latéralement on trouve les paires d'insertions des muscles sterno-thyroïdiens, de muscles sterno-hyoïdiens et des ligaments sterno-claviculaires postérieurs.

## Embryologie
Le manubrium sternal a son propre point d'ossification au sein de la lame cartilagineuse à l'origine du sternum.
Il peut exister occasionnellement deux petits centres dits épisternaux, qui font leur apparition de part et d'autre de l'échancrure jugulaire et le point principal d'ossification peut être dédoublé.

## Aspect clinique
L'angle sternal est palpable sous la peau et donne un repère anatomique en regard du deuxième cartilage costal et au niveau du disque intervertébral entre la quatrième et la cinquième vertèbre thoracique.
Une luxation manubrio-sternale est rare et peut se produire dans des situations équivalentes à la fracture du sternum. Elle peut être favorisé par la présence d'arthrite.